# Marie Jacobsson

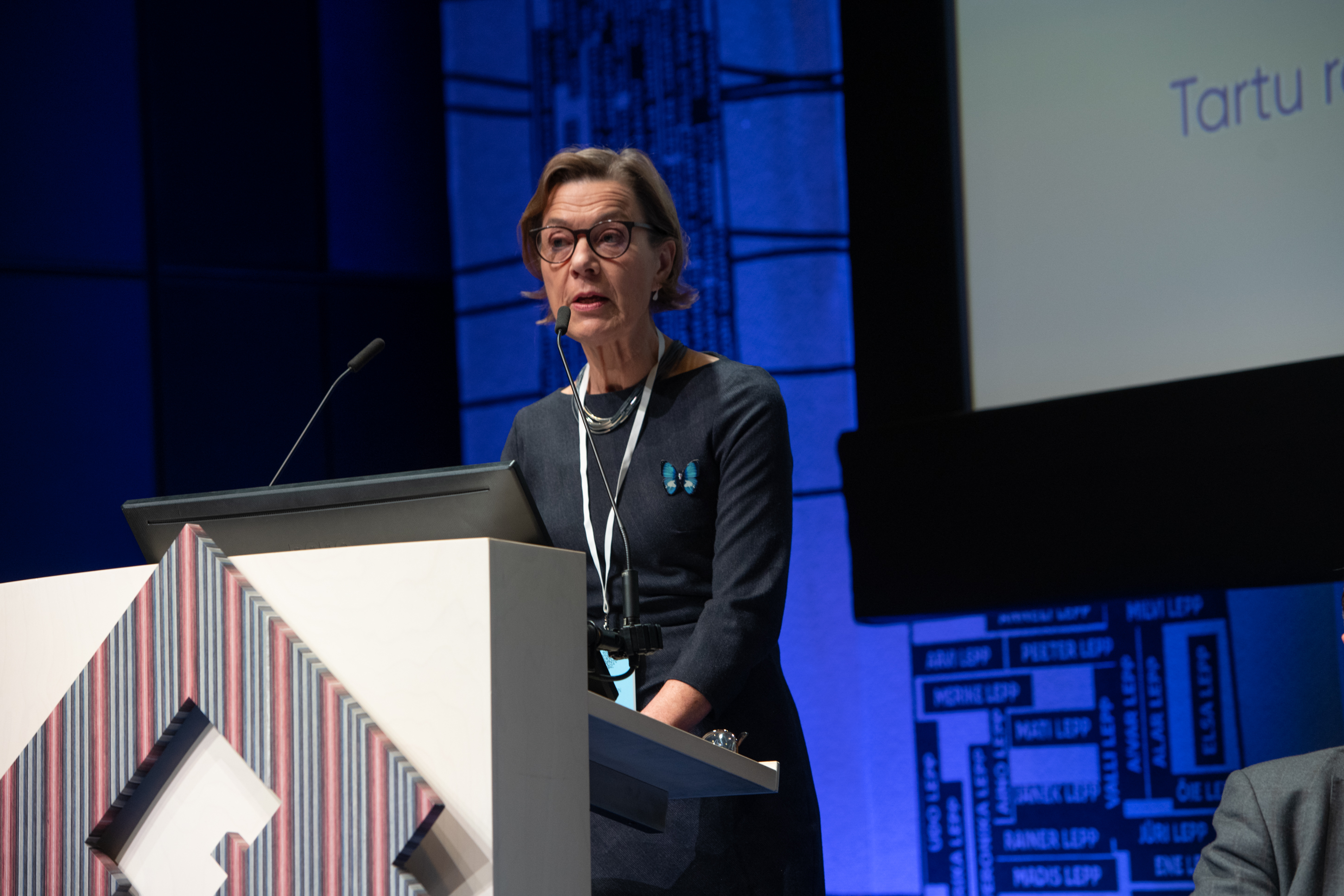
Marie Jacobsson

Marie Jacobsson är jur.dr och valdes den 16 november 2006 till ledamot av FN:s folkrättskommission, så som den första svenska ledamoten sedan 1961. 
Intervju på ud.se 4 juli 2010: "Intensiv julimånad för svensk folkrättsexpert"